# Leopold Bloom

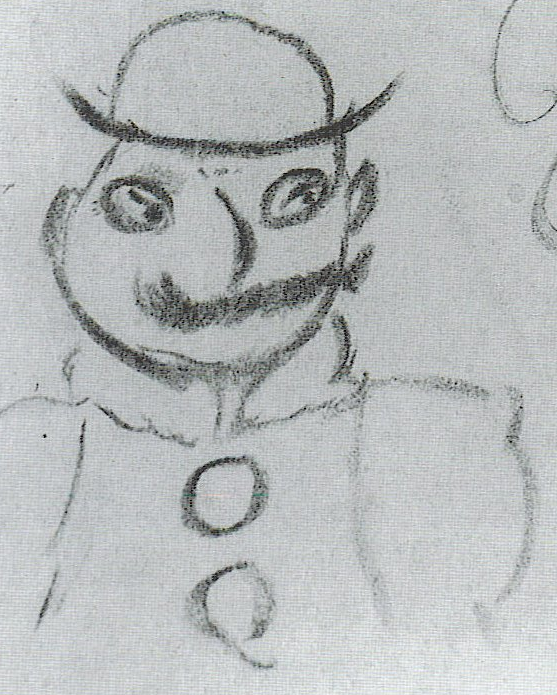
Dibujo de Leopold Bloom realizado por James Joyce.

Leopold Bloom, o "Poldy", es el personaje principal o protagonista, caracterizado como antihéroe, de la novela de James Joyce Ulises. Está casado con Molly Bloom, otro de los personajes centrales, quien le es infiel, y tienen una hija. Bloom es un agente de publicidad de 38 años de edad y origen judío.
Ulises está básicamente focalizada en Bloom y en su Odisea contemporánea, en la que se embarca a través de Dublín en el curso de un solo día (16 de junio de 1904), y también en los varios tipos de personas que se va encontrando aquí y allá. Al igual que el héroe griego de la Odisea, no aparece en el principio de la obra; su entrada se produce en el capítulo 4 (Calipso), con que se inicia la segunda parte de la novela, tras el protagonismo del joven Stephen Dedalus en los tres primeros.
La presentación del personaje por Joyce es muy conocida:

El señor Leopold Bloom comía con deleite los órganos interiores de bestias y aves. Le gustaba la sopa espesa de menudillos, las mollejas, de sabor a nuez, el corazón relleno asado, las tajadas de hígado rebozadas con migas de corteza, las huevas de bacalao fritas. Sobre todo, le gustaban los riñones de cordero a la parrilla, que daban a su paladar un sutil sabor de orina levemente olorosa.

Nacido en 1866, Bloom es el hijo único de Rudolf Virág (un húngaro de Szombathely, emigrado a Irlanda y convertido del judaísmo al protestantismo; cambió su nombre por el de Rudolph Bloom y posteriormente se suicidó) y de Ellen Higgins, una protestante irlandesa. Bloom se casó con Marion (Molly) Tweedy el 8 de octubre de 1888. La pareja tuvo una hija, Millicent (Milly), nacida en 1889; su hijo Rudolph (Rudy), nacido en diciembre de 1893, murió a los once días. La familia vive en la casa situada en 7 Eccles Street, en Dublín.
Joyce exterioriza los pensamientos de Bloom a través de la técnica del monólogo interior. Al principio se refleja la preocupación de Leopold por el lío que tiene su mujer, que es cantante, con su mánager (Hugh 'Blazes' Boylan; "blazes", en inglés, es a la vez "llamaradas" y "resplandece"), circunstancia que él conoce perfectamente. Luego acude al funeral de su amigo Paddy Dignam, lo que trae a su cabeza oscuros pensamientos relacionados con su hijo muerto al nacer, Rudy. Esta carencia de hijos varones es lo que le empuja a relacionarse con el joven Stephen Dedalus, tomándolo bajo su protección en un burdel, por ejemplo, en el episodio 'Circe'. Luego lo lleva a su casa de madrugada, e incluso le ofrece un lugar para estudiar y trabajar. De Bloom a lo largo de la novela salen a relucir su oposición al chovinismo (representado éste por "El Ciudadano" en el capítulo 'Cíclope'), su inclinación por el voyeurismo y su infiel álter ego epistolar, "Henry Flower". Es hombre que detesta la violencia, y su aparente indiferencia ante el nacionalismo irlandés de sus paisanos le lleva a la controversia.
El escritor y traductor de Ulises al español, José María Valverde, cuenta que, una noche de junio de 1904, poco tiempo después de conocer a Nora, paseaba el joven Joyce por la calle cuando se le ocurrió piropear a una muchacha con la que se encontró, sin darse cuenta de que venía acompañada por un militar. Recibió un golpe y se desplomó, siendo atendido entonces por un judío de la ciudad, famoso por las infidelidades de su mujer. Años después, siendo empleado bancario en Roma, pensó en utilizar este episodio como cuento para Dublineses, pero fue en realidad el germen de la novela.
El profesor Francisco García Tortosa, editor y traductor de una versión del Ulises, afirma sobre este personaje: «Bloom representa un compendio de distintos personajes reales en los que hay que incluir igualmente a su creador. Conforme avanza la novela, Joyce se distancia cada vez más del que había sido su álter ego en el Retrato del artista adolescente, Stephen, y se va identificando con Bloom, quien, en muchos sentidos, revela una de las individualidades de su autor».
El crítico estadounidense Harold Bloom afirma sobre el personaje: «Joyce admiraba a Flaubert, pero la conciencia de Poldy [Leopold Bloom] no se parece a la de Emma Bovary. Es una psique curiosamente anciana para un hombre apenas de mediana edad, y todos los demás personajes del libro parecen mucho más jóvenes que el señor Bloom. Es de presumir que tiene que ver con el enigma de su judaísmo. (...) Dublín lo considera incómodamente judío, aunque su aislamiento es autoimpuesto (...) él está perpetuamente dentro de sí mismo, algo sorprendente en un hombre tan afable».
Entre los seguidores de Joyce se conmemora puntualmente cada año, en la fecha del 16 de junio, el Bloomsday, organizándose celebraciones alrededor de todo el mundo en su honor. Estas inciden particularmente en la repetición del desayuno del señor Bloom en aquel día (vísceras cocinadas) y en recorrer su ya mítica travesía a lo largo de todo Dublín.

## Repercusión del personaje
- Leopold Bloom ha servido de inspiración a artistas muy dispares: el Leo Bloom de Los productores, de Mel Brooks. En la película de 1968 fue interpretado por Gene Wilder, y en el musical de 2005 por Matthew Broderick.

- El músico de Pink Floyd Roger Waters se refirió a Bloom en la canción "Flickering Flame".

- El personaje de George Bowling en la novela de George Orwell Coming Up For Air.

- J.M. Coetzee, en su novela Elizabeth Costello hace al personaje escribir sobre la esposa de Leopold Bloom.